# アルトランシュテット条約

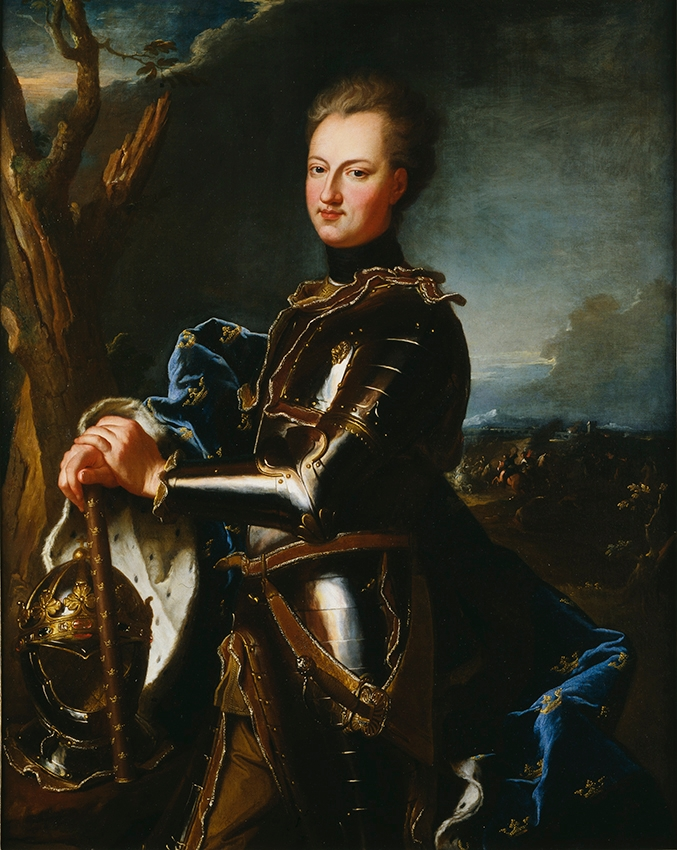
スウェーデン国王 カール12世

アルトランシュテット条約（アルトランシュテットじょうやく、英語: Treaty of Altranstädt）は、大北方戦争中の1706年10月13日に、スウェーデン国王カール12世とザクセン選帝侯兼ポーランド国王アウグスト2世の間に締結された条約である。この条約でアウグスト2世はポーランド王位の請求を取り下げ、ナルヴァ条約によるロシア・ツァーリ国との同盟を破棄した。

## 背景
1705年10月4日、スタニスワフ・レシチニスキは大北方戦争中にポーランド＝リトアニア共和国の広大な領土を占領したカール12世を代表してポーランド国王に戴冠された。サンドミェシュ連盟で組織された共和国の一派は1697年以来のポーランド国王アウグスト2世への支持を続け、ロシア・ツァーリ国のピョートル1世との反スウェーデン同盟を継続した。
その結果として起こった、1704年から1706年までのポーランド内乱はアウグスト2世にとって不利な結果に終わった。彼はポーランド＝リトアニア共和国への支配を奪回しようとしたが、1706年初のグロドノの戦いでカール12世に、フラウシュタットの戦いでカール・グスタフ・レーンスケルドに敗北して失敗した。フラウシュタットでの敗北により、ザクセン選帝侯領の守備がほとんど空になった。カール12世がレーンスケルドと合流して、シュレージエンを通過してザクセンを占領しようとしたとき、アウグスト2世は抵抗しなかった。

## 内容

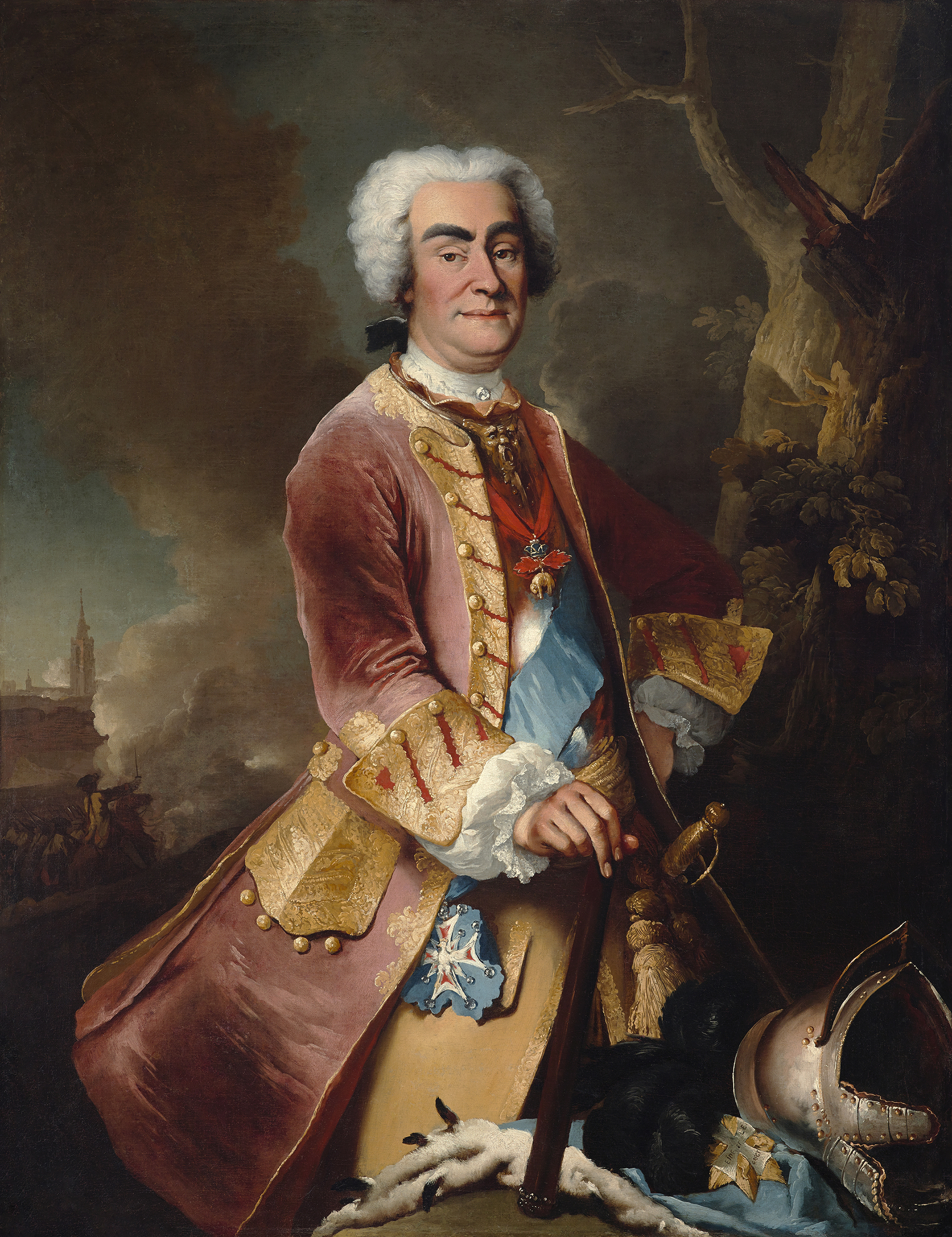
ザクセン選帝侯／ポーランド国王 アウグスト2世

アウグスト2世はスウェーデンと講和、ポーランド王位への請求を取り下げ、スタニスワフ・レシチニスキの国王即位を承認してそれを祝った。またプレオブラジェンスコエ条約とナルヴァ条約により成立したアウグスト2世とロシアの同盟は無効とされた。アウグスト2世率いる軍勢のうちロシア人は全てスウェーデンに捕虜として引き渡された。ヨハン・パトクルは犯罪者であると宣言され、スウェーデンに引き渡された。この条約は秘密裏に締結された。

## 影響

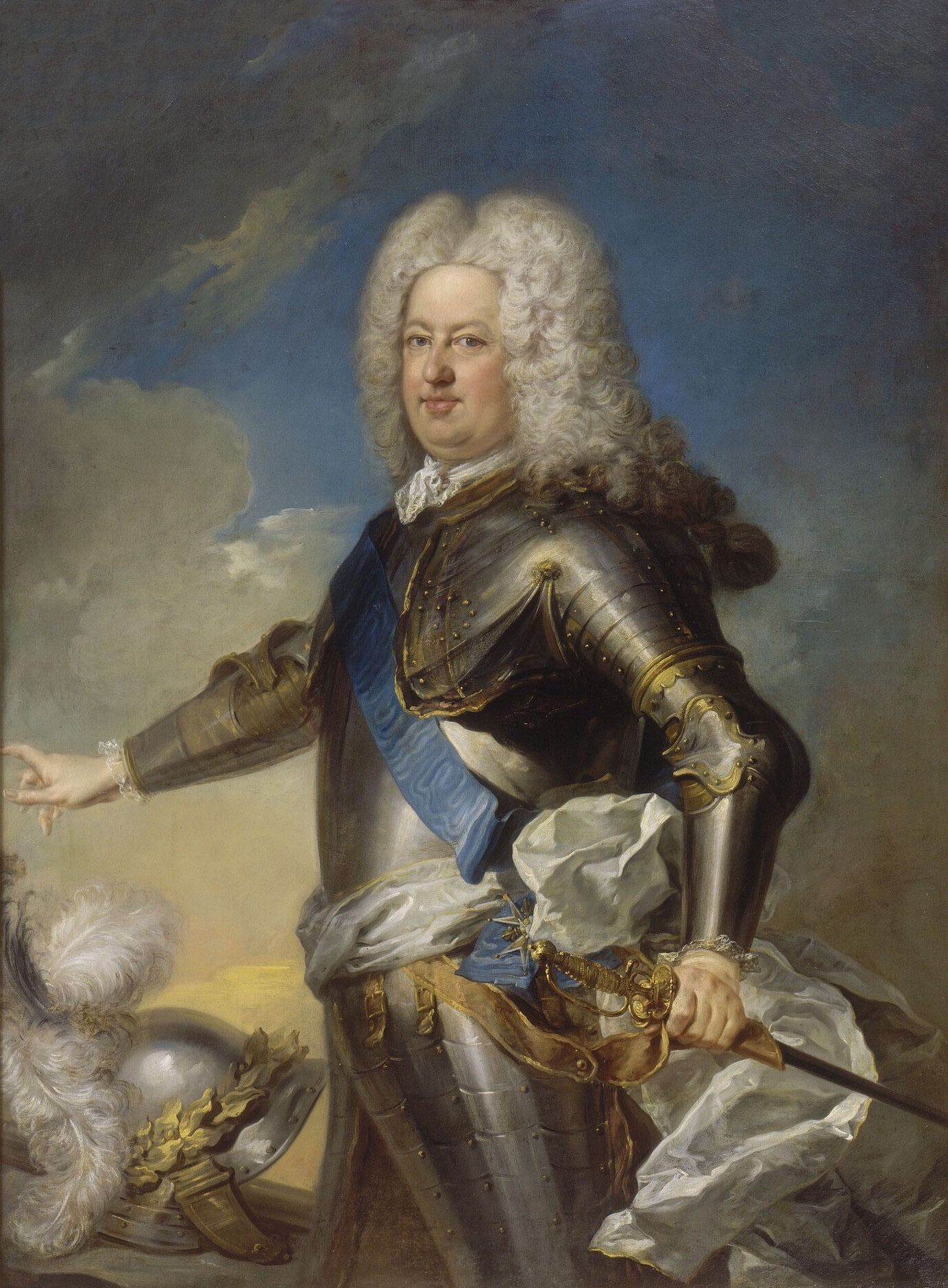
スタニスワフ・レシチニスキ

外交官・政治家のヨハン・パトクルは処刑された。
条約がピョートル1世に公表されると、彼は失望した。ロシアの外交官はザクセンとスウェーデンの単独講和の可能性に気づいており、実際1703年からロシアの単独講和を交渉していたが、介入することはできなかった。さらに、ピョートル1世はアウグスト2世を同盟者だけでなく、親しい友人としても扱った。アウグスト2世が請求を取り下げたことで、ピョートル1世はハンガリーの反乱者ラーコーツィ・フェレンツ2世、イングランドのマールバラ公爵ジョン・チャーチル、ポーランドのヤクプ・ルドヴィク・ソビェスキ、オーストリアのプリンツ・オイゲンなどにポーランド国王への即位を打診した。
ポーランド＝リトアニア共和国国内では条約がスタニスワフ・レシチニスキを取り巻く状況を改善させた。その後、彼は下級貴族の一部からの支持を得た。
1709年6月27日のポルタヴァの戦いでピョートル1世がカール12世に勝利したことで、1709年のトルン条約により、アウグスト2世がポーランド国王に復位、ロシアとの同盟を再開した。